# Natalie Wood (chanson)
Natalie Wood est une chanson de Jil Caplan, publiée en single en 1991 en France pour l'album La Charmeuse de serpents.

## Développement et composition
La chanson a été écrite, composée et produite par Jay Alanski.

## Liste des pistes
Single CD (1991, Epic 656937 7, France)
1. Natalie Wood (4:05)
2. Une et les autres (2:38)

## Classements
| Classement (1991) | Meilleure position |
| ----------------- | ------------------ |
| France (SNEP)     | 13                 |